# Dipterygium glaucum
Dipterygium glaucum là một loài thực vật có hoa trong họ Capparaceae. Loài này được Decne. mô tả khoa học đầu tiên năm 1835.